# Helige Johannes Döparens kyrka, Brest
Helige Johannes Döparens kyrka (makedonska: Црква „Св. Јован Крстител“; translitteration: Tsrkva ''Sv. Jovan Krstitel'') är en liten makedonisk-ortodox kyrkobyggnad belägen i byn Brest, i området Poreče i kommunen Makedonski Brod i den statistiska regionen Sydvästra regionen, i västra Nordmakedonien.
Kyrkan är helgad åt Johannes Döparen och tillhör Debars och Kičevos stift.

## Historik
Grundstenen för Helige Johannes Döparens kyrka i Brest lades och invigdes den 17 juli 2004.

## Bilder

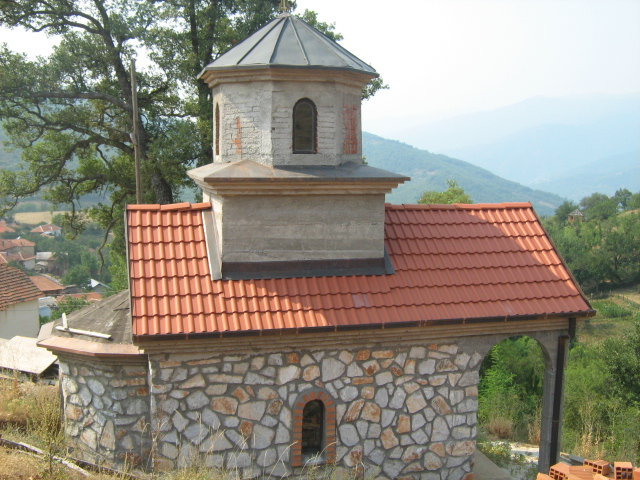
Absiden.
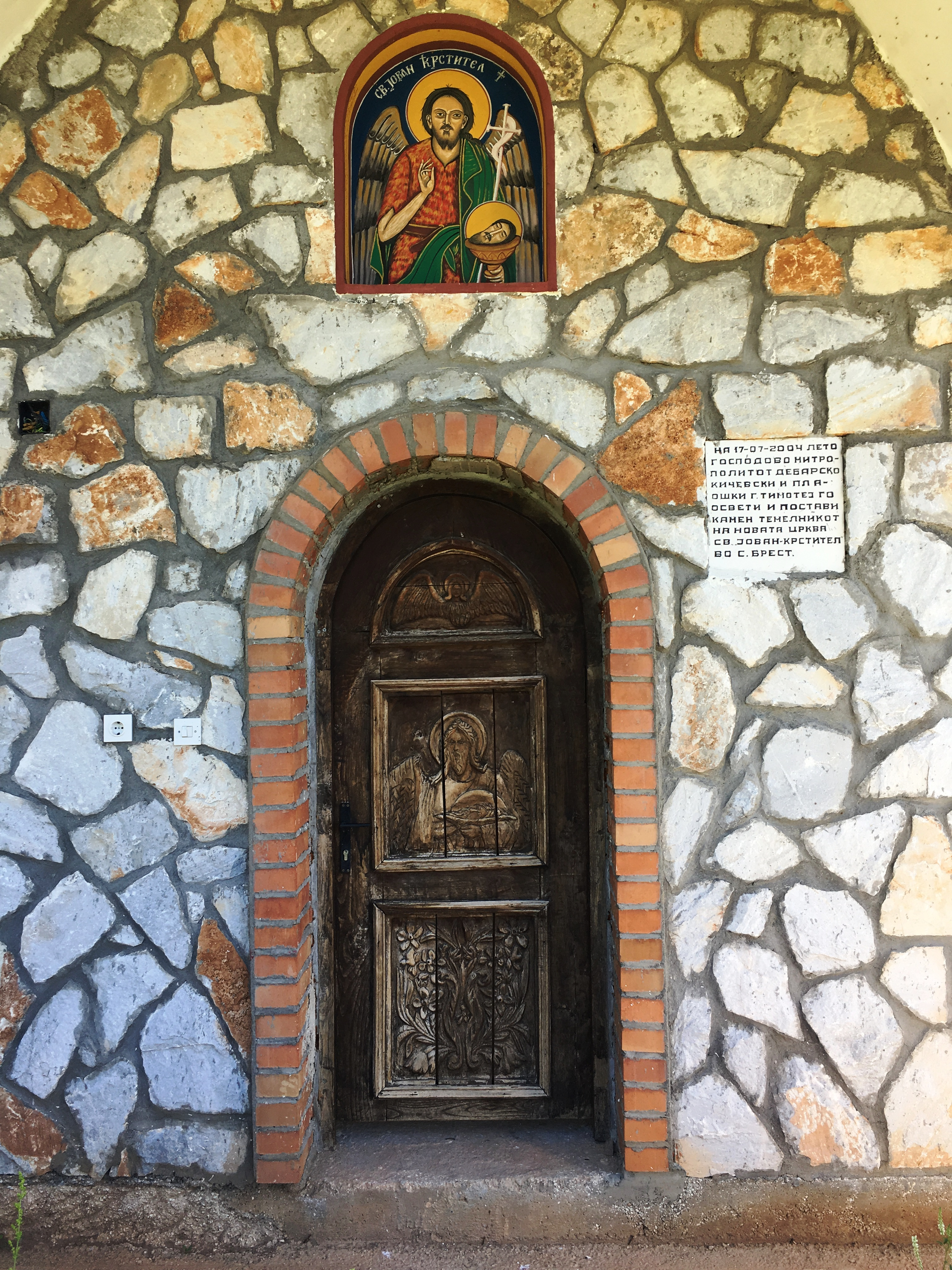
Entrén.